# Jamie Hagerman
Jamie Hagerman, född den 7 maj 1981 i North Andover i USA, är en amerikansk ishockeyspelare.
Hon tog OS-brons i damernas ishockeyturnering i samband med de olympiska ishockeytävlingarna 2006 i Turin.